# Lecidea inops
Lecidea inops är en lavart som beskrevs av Thore M. Fries. 
Lecidea inops ingår i släktet Lecidea och familjen Lecideaceae.  Arten är reproducerande i Sverige. Inga underarter finns listade i Catalogue of Life.